# Josef Víšek
Josef Víšek (13. ledna 1853 Praha – 23. srpna 1911 Královské Vinohrady) byl rakouský a český podnikatel, majitel kamenického závodu a politik, na přelomu 19. a 20. století poslanec Českého zemského sněmu, starosta Královských Vinohrad.

## Biografie
Byl nejmladším ze tří synů kamenického mistra Augustina Víška. Roku 1869 vystudoval českou vyšší reálku v Praze a do roku 1874 studoval stavitelství na české technice v Praze. Pak převzal rodinnou kamenickou firmu založenou roku 1848. Sídlo podniku se nacházelo v domě čp. 325 na nynější Vinohradské třídě na Královských Vinohradech. Firma měla v nájmu několik kamenolomů na českém venkově. Roku 1877 se oženil s Emilií Geitlerovou. Byl aktivní ve veřejném životě. V roce 1890 se stal starostou pražského Sokola, kterým byl až do roku 1898. Byl členem pražské obchodní a živnostenské komory.
Koncem století se zapojil i do zemské politiky. Ve volbách v roce 1895 byl zvolen v kurii obchodních a živnostenských komor (volební obvod Praha) do Českého zemského sněmu. Politicky patřil k mladočeské straně.
Dlouhodobě byl aktivní v komunální politice. Od roku 1882 trvale zasedal v obecním zastupitelstvu Královských Vinohrad. Brzy také usedl do městské rady a v roce 1895 byl zvolen starostou Královských Vinohrad. V lednu 1903 mu Královské Vinohrady udělily čestné občanství. V čele města setrval až do své smrti roku 1911.
Byl mu udělen Řád Františka Josefa a Řád železné koruny. Zemřel v srpnu 1911. Pohřben byl na Olšanských hřbitovech. Vedení kamenického podniku pak převzal jeho syn Jiří Víšek.

## Ocenění
- Řád Františka Josefa
- Řád železné koruny